# ATP Challenger Mauritius
Der ATP Challenger Mauritius (offiziell: Mauritius Open) war ein Tennisturnier, das zwischen 1996 und 2004 zweimal auf Mauritius, stattfand. Es gehörte zur ATP Challenger Tour und wurde im Freien auf Rasen gespielt.

## Liste der Sieger

### Einzel
| Jahr                         | Sieger       | Finalgegner     | Ergebnis |
| ---------------------------- | ------------ | --------------- | -------- |
| 2004                         | Andrei Pavel | Lee Hyung-taik  | 6:3, 6:1 |
| 1997–2003: nicht ausgetragen |              |                 |          |
| 1996                         | Leander Paes | Fabrice Santoro | 7:5, 6:4 |

### Doppel
| Jahr                         | Sieger                     | Finalgegner               | Ergebnis   |
| ---------------------------- | -------------------------- | ------------------------- | ---------- |
| 2004                         | Andrei Pavel Gabriel Trifu | Jeff Coetzee Rik De Voest | 6:3, 6:4   |
| 1997–2003: nicht ausgetragen |                            |                           |            |
| 1996                         | Patrick Baur Joost Winnink | Sander Groen Andrei Pavel | 0:1 aufgg. |